# Mahopac
Mahopac es un lugar designado por el censo (en inglés, census-designated place, CDP) ubicado en el condado de Putnam, estado de Nueva York, Estados Unidos. Según el censo de 2020, tiene una población de 8932 habitantes.
Está ubicado en el pueblo de Carmel.

## Geografía
La localidad está ubicada en las coordenadas 41°22′11″N 73°44′26″O / 41.36972, -73.74056 (41.369734, -73.74069). Según la Oficina del Censo, tiene un área total de 18.96 km², de la cual 15.87 km² son tierra y 3.09 km² son agua.

## Demografía
Según la Oficina del Censo, en 2000 los ingresos medios de los hogares de la localidad eran de $86,592 y los ingresos medios de las familias eran de $91,148. Los hombres tenían ingresos medios por $52,315 frente a los $36,419 que percibían las mujeres. Los ingresos per cápita para la localidad eran de $29,245. Alrededor del 3.8% de la población estaba por debajo del umbral de pobreza.
De acuerdo con la estimación 2016-2020, los ingresos medios de los hogares de la localidad son de $99,475 y los ingresos medios de las familias son de $117,656. Los ingresos per cápita en los últimos doce meses, medidos en dólares de 2020, son de $48,715. Alrededor del 2.4% de la población está por debajo del umbral de pobreza.